# Pappelstadion
Il Pappelstadion è uno stadio calcistico situato a Mattersburg, in Austria. Ospita le partite casalinghe del Mattersburg.

## Storia
Fu inaugurato il 10 agosto 1952 in occasione del 30º anniversario di fondazione della società, con una partita contro il Rapid Vienna, terminata 9-3 in favore della squadra della capitale. Dopo gli ultimi lavori di ammodernamento, effettuati per poter giocare partite in ambito UEFA, può ospitare 15 100 spettatori, dei quali 5 700 a sedere. L'esordio europeo avvenne il 2 agosto 2007 in occasione del primo turno di Coppa UEFA, contro i kazaki dell'Aqtobe.
Oltre ad ospitare le partite casalinghe del club cittadino, è stato anche scelto dalla federazione come sede della finale di ÖFB-Cup nell'edizione 2008-2009.

## Eventi ospitati

### Finale di ÖFB-Cup
- 24 maggio 2009  Austria Vienna- Admira Wacker M. 3-1 dts